# NGC 2334
NGC 2334 (również IC 465 lub PGC 20357) – galaktyka znajdująca się w gwiazdozbiorze Rysia. Odkrył ją 2 stycznia 1851 roku Bindon Stoney – asystent Williama Parsonsa. Identyfikacja obiektu NGC 2334 jest niepewna ze względu na niedokładność podanej przez Parsonsa pozycji.